# غيث الصغير
غيث الصغير (بالإنجليزية: Ghaith Sghaier)‏ (مواليد 1 يونيو 1995 في تونس لاعب كرة قدم تونسي يجيد اللعب في خط الوسط يلعب حالياً في النادي الإفريقي .

## روابط خارجية
- غيث الصغير على موقع قاعدة بيانات كرة القدم.إي يو (الإنجليزية)
- غيث الصغير على موقع Soccerway.com (الإنجليزية)
- غيث الصغير على موقع كووورة
- غيث الصغير